# 12 Haunted Episodes
Albums de Graham Parker
Graham Parker's Christmas Cracker EP
(1994) Acid Bubblegum
(1996)
12 Haunted Episodes est un album de Graham Parker sorti le 14 mars 1995 sur le label Razor & Tie.

## Liste des pistes
| No  | Titre               | Auteur        | Durée |
| --- | ------------------- | ------------- | ----- |
| 1.  | Partner for Life    | Graham Parker | 3:35  |
| 2.  | Pollinate           | Parker        | 3:24  |
| 3.  | Force of Nature     | Parker        | 3:40  |
| 4.  | Disney's America    | Parker        | 4:39  |
| 5.  | Haunted Episodes    | Parker        | 2:50  |
| 6.  | Next Phase          | Parker        | 3:30  |
| 7.  | Honest Work         | Parker        | 3:50  |
| 8.  | Cruel Stage         | Parker        | 3:24  |
| 9.  | See Yourself        | Parker        | 4:08  |
| 10. | Lover Man           | Parker        | 3:35  |
| 11. | Fly                 | Parker        | 3:52  |
| 12. | First Day of Spring | Parker        | 3:02  |